# Heinrich Zollinger
Heinrich Zollinger (Feuerthalen, Cantón de Zúrich, 22 de marzo de 1818 - Java, Indonesia; 19 de mayo de 1859) fue un botánico, micólogo, pteridólogo, algólogo y explorador suizo.

## Biografía
Fue discípulo de Thomas Scherr, primer director de la "Escuela Normal de Magisterio" de Küsnacht. Zollinger terminó la carrera de magisterio en septiembre de 1839 en el cantón de Zúrich. Hizo un viaje de estudios a Ginebra y coincidió con Alphonse Pyrame de Candolle. Este le propuso ir al sureste de Asia con el propósito de recoger especímenes de Historia natural. Heinrich Zollinger se había comprometido a hacer llegar sus especímenes a las personas que financiaban su viaje.
Sale de 1842 a 1848 a Java y a las Islas de la Sonda. Estudia los volcanes que encuentra en la zona, lo que le ocurría por primera vez a un europeo, recolectando a un tiempo numerosos nuevos especímenes. También hace observaciones sobre la etnografía y la lingüística de los pueblos que se encuentra. A su vuelta a Suiza en 1848, vuelve a retomar la dirección de la escuela normal de Küsnacht, sin embargo se aburría en esta nueva actividad. Vuelve a partir hacia Indonesia en 1855, con su esposa, dos hijos y un tutor, asentándose en Rogojampi. Aunque la empresa funcionaba muy bien, Zollinger experimenta dificultades por enfermar, a consecuencia de una recaída de la malaria de otros tiempos. Su médico le aconseja que descanse en las montañas Bromo. Allí Zollinger fallece en 1859, con solo 41 años.

## Obra
- Heinrich Zollinger. Reise durch Ostjava (Jornadas a Ostjava) . In: Frorieps Fortschritte der Geographie und Naturgeschichte, Nº 47, 1847
- Systematisches Verzeichniss der im indischen Archipel in den Jahren 1842-1848 gesammelten sowie der aus Japan empfangenen Pflanzen (" Taxonomía de Verzeichniss en el archipiélago Índico en los años 1842-1848 colectados así como plantas recibidas de Japón). Herausgegeben von H. Zollinger. Zúrich. 1854
- Über Pflanzenphysiognomik im Allgemeinen und diejenige der Insel Java insbesondere (" Acerca de la Fisiología Vegetal en general y de la isla de Java en particular). Zürich, 1855
- Besteigung des Vulkans Tambora auf der Insel Sumbawa und Schilderung der Erupzion desselben im Jahre 1815 (" Ascenso al volcán Tambora en la isla de Sumbawa y descripción de su erupción en 1815). Invierno 1855

## Reconocimientos
En su honor se nombra al género Zollingeria Kurz de la familia de las sapindáceas.